# 28 Мая (посёлок)
28 Мая (азерб. 28 May) — посёлок городского типа в Бинагадинском районе столицы Азербайджана города Баку. Расположен в северо-западной части Апшеронского полуострова.
Посёлок входит в Ходжасанский муниципалитет (наряду с посёлками Ходжасан и Сулутепе).

## Население
Население посёлка на 1 января 2015 года составляло 7,0 тыс. человек (в том числе 3,7 тыс. мужчин и 3,3 тыс. женщин), на 1 января 2020 года официальная численность населения посёлка составляла 7,1 тыс. жителей (в том числе 3,7 тыс. мужчин и 3,4 тыс. женщин). Власти Бинагадинского района оценивают фактическое население посёлка (с учётом незарегистрированного населения) свыше 10 тысяч жителей. 99 % населения посёлка составляют этнические азербайджанцы, помимо них в посёлке проживает небольшое число русских, татар и других этносов.

## Образование
В посёлке имеется три средние общеобразовательные школы, а также один детский сад.

## Название
Название посёлка связано с тем, что 28 мая 1918 года была провозглашена Азербайджанская Демократическая Республика, этот день в современном Азербайджане является официальным праздником — Днём Республики.

## История
Территория, на которой ныне располагается посёлок, начала застраиваться в 1990-х годах, официальный статус посёлок получил 21 мая 2004 года.